# Astragalus farctissimus
Astragalus farctissimus är en ärtväxtart som beskrevs av Vladimir Ippolitovich Lipsky. Astragalus farctissimus ingår i släktet vedlar, och familjen ärtväxter. Inga underarter finns listade i Catalogue of Life.